# Rand Ravich
Rand Ravich (...) è uno sceneggiatore, regista e produttore televisivo statunitense.

## Filmografia

### Sceneggiatore

#### Cinema
- L'inferno nello specchio (Candyman 2) (Candyman: Farewell to the Flesh), regia di Bill Condon (1995)

#### Televisione
- Due sbirri a Hong Kong (Crime Lords), regia di Wayne Crawford – film TV (1991)

- Inside Out IV, regia collettiva – film TV (1992) - (segmento "Put Asunder")

### Sceneggiatore e regista
- The Astronaut's Wife - La moglie dell'astronauta (The Astronaut's Wife) (1999)

### Sceneggiatore e produttore

#### Cinema
- Scelte pericolose (The Maker), regia di Tim Hunter (1997)

#### Televisione
- N.Y.-70, regia di Clark Johnson – film TV (2005)
- The Time Tunnel, regia di Todd Holland – film TV (2006)
- Life – serie TV, 32 episodi (2007-2009)
- Edgar Floats, regia di Jace Alexander – film TV (2010)
- Crisis – serie TV, 13 episodi (2014)
- Second Chance – serie TV, 11 episodi (2016)

### Produttore

#### Cinema
- Confessioni di una mente pericolosa (Confessions of a Dangerous Mind), regia di George Clooney (2002)

#### Televisione
- Forbidden Island – serie TV, episodio 1x1 (1999)